# 弗魯莫阿薩鄉 (哈爾吉塔縣)

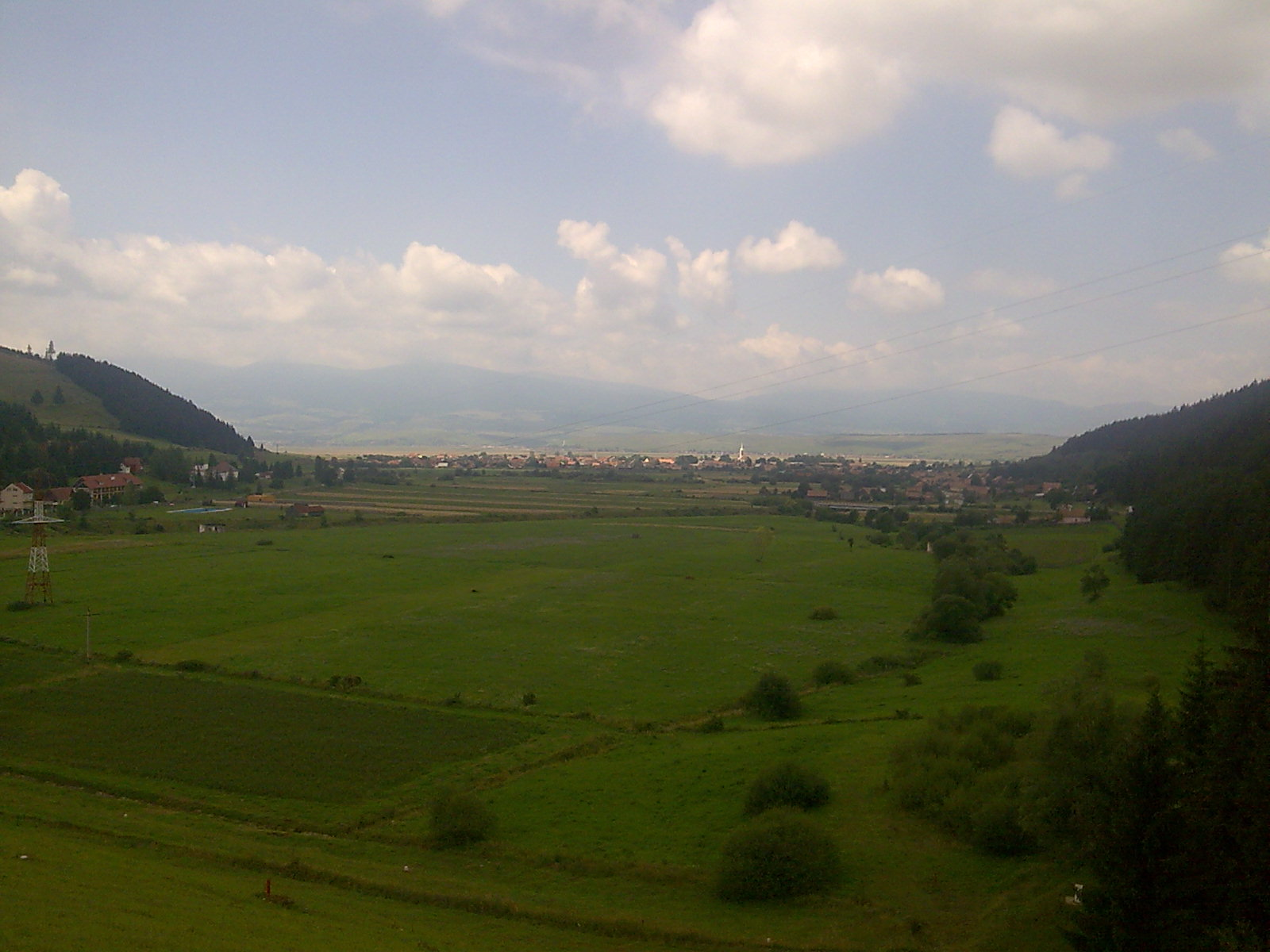

46°27′0″N 25°51′0″E / 46.45000°N 25.85000°E
弗魯莫阿薩鄉（羅馬尼亞語：Comuna Frumoasa, Harghita），是羅馬尼亞的鄉份，位於該國中部，由哈爾吉塔縣負責管轄，面積84平方公里，海拔高度911米，2007年人口3,550，人口密度每平方公里42人。